# 路易吉·伊諾第
路易吉·伊諾第，OMRI（1874年3月24日—1961年10月30日），生於意大利皮埃蒙特库内奥省卡鲁（Carrù），經濟學者與政治人物。在1948年至1955年間，擔任第二任義大利共和國總統。

## 生平
伊諾第於都灵利塞奥(Liceo classico Cavour)高中毕业，并在都灵大学完成他的大学学业。在社会党领袖菲利波·图拉蒂(Filippo Turati)主编的《Critica sociale》杂志接触了社会主义思想。1895年，在克服经济困难后，他完成法学毕业后，在都灵大学、都灵理工大学和米兰的博科尼大学担任教授。著名經濟理論家皮耶羅·斯拉法即為其學生。
20世纪早期，伊諾第逐渐转向了保守的立场。1919年，他被任命为意大利王国参议员。他还担任意大利报纸《La Stampa》和《晚邮报》(Il Corriere della Sera)的记者，以及杂志《经济学人》(The Economist)的金融记者，撰写了许多经济论文，鼓吹自由主义经济政策，主张取消贸易保护主义。1926年作为一个反法西斯者，他停止报社记者的工作，1936-1943年任《经济史杂志》主编，坚决反对法西斯主义，是欧洲联邦的主要倡导者之一。1943年法西斯政权倒台后，恢复《晚邮报》的记者身份。在停战后(1943年9月8日)他逃到瑞士，1944年回到意大利，参加全国协商会议。
1945年1月5日到1948年5月11日伊諾第任意大利银行行长，1946年当选为制宪议会议员，1947年任阿尔契德·加斯贝利内阁副总理兼财政部长，遏制住通货膨胀，稳定了货币。
1948年5月11日伊諾第被选为第二任意大利共和国总统。任总统期间，签署了11800条法规，并批准意大利加入北大西洋公约组织，七年任期结束后，1955年被任命为终身参议员。他还是众多文化、经济和大学机构的成员。
伊諾第多格利奥尼(Dogliani)附近他的农场出产内比奥罗葡萄酒。
伊諾第之子朱利奥，是一位著名的意大利出版商，孙子鲁多维科·伊諾第是新时代著名的音乐家。另一个儿子，马里奥，是康奈尔大学的教授和活跃的反法西斯者。马里奥·艾瑙迪国际研究中心就是以他的名字命名的。此外，路易吉·伊諾第在都灵创办路易吉·艾瑙迪基金会，以纪念他的父亲。

## 其他来源
Forte, F. and Marchionatti, R. (2011). Luigi Einaudi's economics of liberalism. The European Journal of the History of Economic Thought, September 1-38. 